# S/2003 J9
S/2003 J9 is een maan van Jupiter die is ontdekt door Scott S. Sheppard et al. De maan is ongeveer 1 kilometer in doorsnede en draait om Jupiter met een baanstraal van 23,385 Gm in 733,32 dagen.